# Beauty & the Beast
Beauty & the Beast är en amerikansk TV-serie från 2012, inspirerad av 1987 CBS-serien Skönheten och odjuret. Det första avsnittet visades den 11 oktober 2012 på The CW och den fjärde säsongens sista avsnitt sändes den 15 september 2016.

## Handling
Catherine Chandler (Kristin Kreuk) arbetar som mordutredare tillsammans med sin partner Tess (Nina Lisandrello). Som ung blev hon vittne till hur hennes mamma dödades medan hon själv räddades av något oförklarligt. 

## Rollista (i urval)
- Kristin Kreuk – Catherine Chandler
- Jay Ryan – Vincent Keller
- Austin Basis – J.T. Forbes
- Nina Lisandrello – Tess Varga
- Sendhil Ramamurthy – Gabriel Lowen
- Brian White – Joe Bishop
- Max Brown – Dr. Evan Marks